# Светски аутомобил године
Светски аутомобил године (енгл. World Car of the Year) аутомобилска је награда коју додељује жири састављен од 75 међународних аутомобилских новинара из 22 земље света. Да би неки модел ушао у конкуренцију за награду, потребно је да се, у периоду између два годишња избора, појави у продаји на најмање два континента и у бар пет земаља. 
Надметање за најбољи светски аутомобил покренут је јануара 2004. године. Од 2006. године додељују се награде у категорији и за спортски аутомобил године, зелени аутомобил године и најлепше дизајнирани аутомобил године, а од 2014. године и луксузни аутомобил године. Од 2017. године уводи се и категорија за најбољи градски аутомобил, дужине до 4 метра намењен углавном вожњи у градским срединама.
Победници се проглашавају на салону аутомобила у Њујорку у месецу априлу.

## Победници
| Година | Светски аутомобил године | Спортски аутомобил године | Зелени аутомобил године | Дизајнерски аутомобил године | Луксузни аутомобил године | Градски аутомобил године |
| ------ | ------------------------ | ------------------------- | ----------------------- | ---------------------------- | ------------------------- | ------------------------ |
| 2020   | Кија телурајд            | Порше тајкан              |                         | Мазда3 IV                    | Порше тајкан              | Кија соул ев             |
| 2019   | Јагуар и-пејс            | Макларен 720S             | Јагуар и-пејс           | Јагуар и-пејс                | Ауди A7                   | Сузуки џимни             |
| 2018   | Волво XC60               | BMW M5                    | Нисан лиф               | Ренџ Ровер велар             | Ауди А8                   | Фолксваген поло          |
| 2017   | Јагуар ф-пејс            | Порше бокстер             | Тојота пријус           | Јагуар ф-пејс                | Мерцедес-Бенц Е-класа     | BMW i3                   |
| 2016   | Мазда MX-5               | Ауди R8                   | Тојота мирај            | Мазда MX-5                   | BMW серије 7 (G11)        |                          |
| 2015   | Мерцедес-Бенц Ц-класа    | Мерцедес-AMG GT           | BMW i8                  | Ситроен Ц4 кактус            | Мерцедес-Бенц С-класа     |                          |
| 2014   | Ауди А3                  | Порше 911 ГТ3             | BMW i3                  | BMW i3                       | Мерцедес-Бенц С-класа     |                          |
| 2013   | Фолксваген голф 7        | Порше бокстер             | Тесла модел S           | Јагуар ф-тајп                |                           |                          |
| 2012   | Фолксваген ап!           | Порше 911                 | Мерцедес-Бенц С-класа   | Ренџ Ровер евок              |                           |                          |
| 2011   | Нисан лиф                | Ферари 458 италија        | Шевролет волт           | Астон Мартин рапид           |                           |                          |
| 2010   | Фолксваген поло          | Ауди R8                   | Фолксваген блумоушн     | Шевролет камаро              |                           |                          |
| 2009   | Фолксваген голф 6        | Нисан GT-R                | Хонда FCX кларити       | Фијат 500 (2007)             |                           |                          |
| 2008   | Мазда2                   | Ауди R8                   | BMW серија 1            | Ауди R8                      |                           |                          |
| 2007   | Лексус LS                | Ауди RS4                  | Мерцедес E320 блутек    | Ауди ТТ                      |                           |                          |
| 2006   | BMW серија 3 (E90)       | Порше кејмен              | Хонда сивик хибрид      | Ситроен Ц4                   |                           |                          |
| 2005   | Ауди А6                  |                           |                         |                              |                           |                          |